# Basilika St. Maria Magdalena und St. Stanislaus

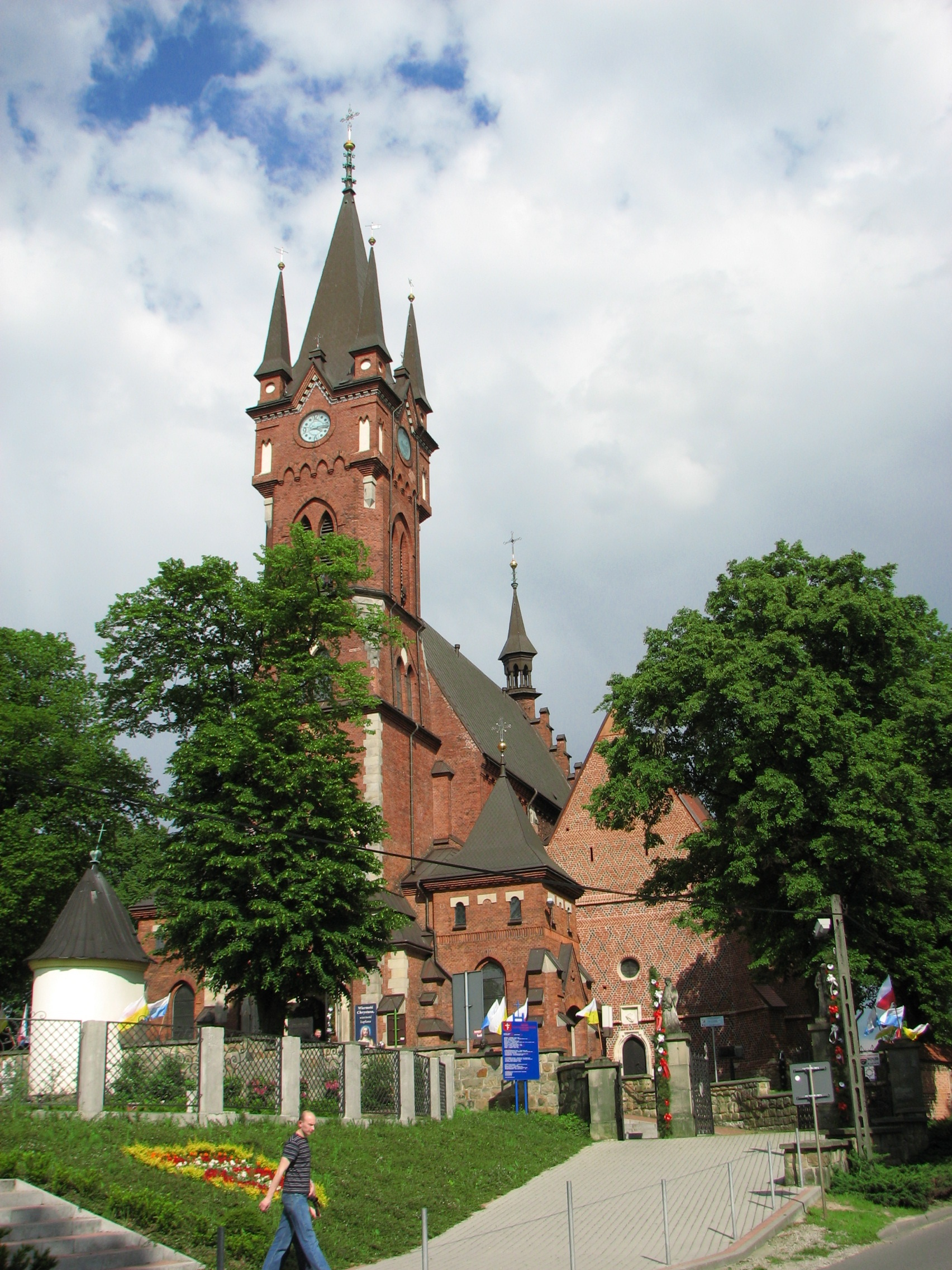
Basilika St. Maria Magdalena und St. Stanislaus

Die Basilika St. Maria Magdalena und St. Stanislaus (polnisch Bazylika św. Marii Magdaleny i św. Stanisława) ist eine römisch-katholische Kirche in Szczepanów in der Woiwodschaft Kleinpolen. Die Pfarrkirche des Bistums Tarnów trägt den Titel einer Basilica minor und ist als Kulturdenkmal geschützt. Die Kirche wurde als gotischer Bau im 15. Jahrhundert und daneben als neugotischer Bau Anfang des 20. Jahrhunderts errichtet.

## Geschichte
Der Bau der Kirche wurde um 1470 auf Initiative des Kanonikus und Chronisten von Krakau Jan Długosz begonnen und durch den Krakauer Maurer Marcin Proszko ausgeführt, der  Überlieferung nach an der Stelle einer Holzkirche, die im Auftrag der Eltern des hl. Stanislaus errichtet worden war.
An der Nordseite der erhaltenen gotischen Kirche wurde ab 1911 die größere neugotische Kirche errichtet und die alte Kirche zum rechten Seitenschiff. Der Neubau wurde auf Initiative des Pfarrers Szczepan Kosseck nach dem Entwurf des Krakauer Architekten Jan Sas-Zubrzycki errichtet. Während der Bauarbeiten wurden der alte, freistehende Glockenturm und das im 17. Jahrhundert angebaute Seitenschiff abgerissen.
Im Jahr 1914, kurz nach Abschluss der Bauarbeiten, begann der Erste Weltkrieg. Infolge der Feindseligkeiten brach am 23. November 1914 in der Kirche ein Feuer aus, das im alten Teil der Kirche das Dach und die Holzdecke beschädigte sowie die historische Inneneinrichtung. Das Gotteshaus wurde in den Jahren 1925–1927 wiederaufgebaut. Am 26. Mai 1930 erfolgte durch Weihbischof Edward Komar die Kirchweihe. Die Kirche wurde 2003 durch Papst Johannes Paul II. in den Rang einer Basilica minor erhoben.

## Gotische Kirche
Die kleine gotische Kirche wurde als einschiffiger Ziegelbau mit einem dreiseitigen Chor errichtet, der mit einem Kreuzrippengewölbe bedeckt ist, das Kirchenschiff hat eine flache Holzdecke. An der Ostwand befinden sich Spuren von Gemälden aus dem 15. oder 16. Jahrhundert. Der westliche Eingang wird von einem steinernen gotischen Portal eingerahmt, dem sogenannten Stufenportal. Über dem Portal wie auch in der Kirche sind verschiedene Wappen zu sehen. Unter der Ausstattung sind das gotische Portal zur nicht erhaltenen Sakristei und das Renaissanceportal zur neuen Sakristei mit den Wappen von Ostoja und Dębno bemerkenswert. Ein Teil der historischen Ausstattung der Kirche wurde im Diözesanmuseum in Tarnów gerettet. Die Kirche bildet heute das rechte Seitenschiff der neuen Kirche.

## Neugotische Kirche

### Architektur

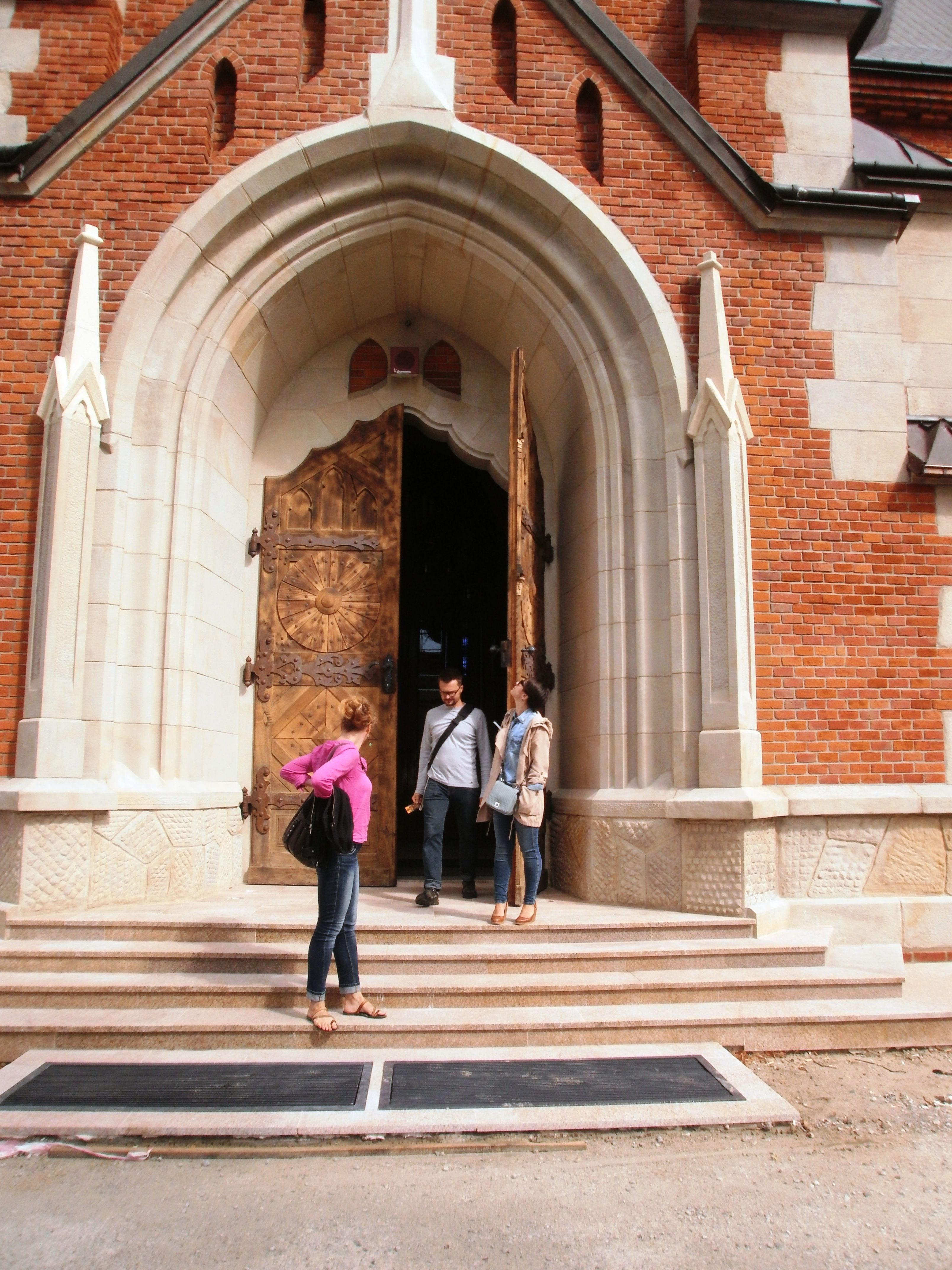
Eingangsportal

Die neue, größere Kirche wurde im neugotischen Stil als dreischiffige Basilika ebenfalls aus unverputztem Backstein erbaut, die neueren Steine sind maschinengefertigt. Der Turm über dem Eingangsportal ist fünfetagig hoch aufragend. Von außen ist das Gebäude mit neugotischen und eklektischen architektonischen Elementen verziert. Am Eingang zur Sakristei befindet sich ein Steinportal aus dem 17. Jahrhundert, das mit den Wappen von Ostoja und Dębno verziert ist. Die Gewölbe sind mit Kreuzrippen versehen.

### Ausstattung
Der Hauptaltar nach einem Entwurf von Jan Sas-Zubrzycki zeigt in der Mitte das Bild des heiligen Stanislaus, daneben die Statuen der hln. Petrus und Paulus. Über dem Bild befindet sich ein Piastenadler, an den Seiten sind Szenen aus dem Leben des heiligen Stanislaus dargestellt. Der Sockel der Altarmensa zeigt vier biblische Szenen, die die Darbringung von Opfern an Gott darstellen. Die Wandmalereien wurden 1959–1961 von M. Makarewicz ausgeführt. Zwischen dem eingezogenen Chor und dem Kirchenschiff befindet sich am Triumphbogen eine Kanzel, die mit Flachreliefs der vier Evangelisten verziert ist. Im linken Kirchenschiff befindet sich ein neobarocker Altar des Herzens Jesu. Im rechten Seitenschiff (Długosz-Kirche) befindet sich ein spätbarocker Altar für die Muttergottes von der Immerwährenden Hilfe (18.–19. Jahrhundert), der aus der Pfarrkirche in Bochnia hierher übertragen wurde. Die Kirchenglocken stammen aus den Jahren 1519 und 1534.